# Rajd Złote Piaski 1970
Rajd Złote Piaski 1970 (1. Rally Zlatni Piassatzi 1970) – 1. edycja rajdu samochodowego Rajd Bułgarii rozgrywanego w Bułgarii. Rozgrywany był od 13 do 14 czerwca 1970 roku. Była to pierwsza runda Rajdowego Pucharu Pokoju i Przyjaźni w roku 1970 oraz jedna z rund Rajdowych Mistrzostw Bułgarii w roku 1970.

## Klasyfikacja rajdu
| Miejsce                                    | Kierowca               | Pilot                  | Samochód               | Czas                   | Strata                 |                        |
| Klasyfikacja generalna                     | Klasyfikacja generalna | Klasyfikacja generalna | Klasyfikacja generalna | Klasyfikacja generalna | Klasyfikacja generalna | Klasyfikacja generalna |
| ------------------------------------------ | ---------------------- | ---------------------- | ---------------------- | ---------------------- | ---------------------- | ---------------------- |
| 1.                                         | Reiner Altenheimer     | Elena Koller           | Porsche 911            | 28:07                  | 0.0                    |                        |
| 2.                                         | Yantcho Takov          | Vasil Takov            | BMW 2002 Ti            | 29:06                  | +59                    |                        |
| 3.                                         | Günter Schuster        | Dieter Ebermeyer       | Volvo 122 S            | 33:12                  | +5:05                  |                        |
| 4.                                         | Adam Smorawiński       | Andrzej Zembrzuski     | BMW 2002 Ti            | 36:11                  | +8:04                  |                        |
| 5.                                         | Mieczysław Sochacki    | Zenon Leszczuk         | Polski Fiat 125p 1500  | 36:37                  | +8:30                  |                        |
| 6.                                         | Vasil Vasilev          | Ivan Evtimov           | Fiat 850 Sport Coupé   | 39:21                  | +11:14                 |                        |
| 7.                                         | Kazimierz Jaromin      | Andrzej Nytko          | Fiat 850 Sport Coupé   | 39:34                  | +11:27                 |                        |
| 8.                                         | Stefan Hristov         | Nikolaj Kazakov        | Renault 8              | 40:21                  | +12:14                 |                        |
| 9.                                         | Wiesław Mrówczyński    | Franciszek Aromiński   | Polski Fiat 125p 1500  | 40:40                  | +12:33                 |                        |
| 10.                                        | Ilija Bonev            | Danail Yanev           | Moskvich 412           | 40:44                  | +12:37                 |                        |
| Klasyfikacja CoPaF                         |                        |                        |                        |                        |                        |                        |
| 1.                                         | Yantcho Takov          | Vasil Takov            | BMW 2002 Ti            | 29:06                  | 0,0                    |                        |
| 2.                                         | Adam Smorawiński       | Andrzej Zembrzuski     | BMW 2002 Ti            | 36:11                  | +7:05                  |                        |
| 3.                                         | Mieczysław Sochacki    | Zenon Leszczuk         | Polski Fiat 125p 1500  | 36:37                  | +7:31                  |                        |
| 4.                                         | Vasil Vasilev          | Ivan Evtimov           | Fiat 850 Sport Coupé   | 39:21                  | +10:15                 |                        |
| 5.                                         | Kazimierz Jaromin      | Andrzej Nytko          | Fiat 850 Sport Coupé   | 39:34                  | +10:28                 |                        |
| 6.                                         | Stefan Hristov         | Nikolaj Kazakov        | Renault 8              | 40:21                  | +11:15                 |                        |
| 7.                                         | Wiesław Mrówczyński    | Franciszek Aromiński   | Polski Fiat 125p 1500  | 40:40                  | +11:34                 |                        |
| 8.                                         | Ilija Bonev            | Danail Yanev           | Moskvich 412           | 40:44                  | +11:38                 |                        |
| Klasyfikacja Rajdowych Mistrzostw Bułgarii |                        |                        |                        |                        |                        |                        |
| 1.                                         | Yantcho Takov          | Vasil Takov            | BMW 2002 Ti            | 29:06                  | 0,0                    |                        |
| 2.                                         | Vasil Vasilev          | Ivan Evtimov           | Fiat 850 Sport Coupé   | 39:21                  | +10:15                 |                        |
| 3.                                         | Stefan Hristov         | Nikolaj Kazakov        | Renault 8              | 40:21                  | +11:15                 |                        |
| 4.                                         | Ilija Bonev            | Danail Yanev           | Moskvich 412           | 40:44                  | +11:38                 |                        |